# Lietta Tornabuoni
Lietta Tornabuoni (Pisa, 24 marzo 1931 – Roma, 11 gennaio 2011) è stata una giornalista e critica cinematografica italiana.

## Biografia
Nata a Pisa il 24 marzo 1931 da un'antica famiglia aristocratica, figlia di un militare e sorella del pittore Lorenzo Tornabuoni, iniziò la carriera giornalistica nel 1949, a 18 anni, presso il settimanale Noi Donne. Tra il 1954 e il 1957 fu inviata del settimanale della Cgil Il Lavoro diretto da Gianni Toti. Nel 1956 collaborò con Novella ed in seguito con L'Espresso, L'Europeo, La Stampa e il Corriere della Sera (dal 1975 al 1978). Oltre che cronista e critica cinematografica, pubblicò libri su cinema e televisione. Si legò in particolare a Torino, come inviata del quotidiano torinese La Stampa, seguendo il Torino Film Festival e le numerose iniziative del Museo nazionale del Cinema oltre alle principali attività cinematografiche della città. Fu compagna di Oreste Del Buono, che assistette durante la sua lunga malattia.
Nel dicembre del 2010 fu ricoverata al Policlinico Umberto I di Roma per una caduta; morì l'11 gennaio 2011, a 79 anni.

## Opere
- Sorelle d'Italia: l'immagine della donna dal '68 al '78, Bompiani, 1977 - con Stefano Reggiani
- Era Cinecittà: vita, morte e miracoli di una fabbrica di film, Bompiani, 1979 - con Oreste Del Buono
- Album di famiglia della TV: 30 anni di televisione italiana, Mondadori, 1981 - con Oreste Del Buono
- '90 al cinema, Einaudi, 1990
- Federico Fellini. La voce della luna, La Nuova Italia, 1990, ISBS 9788822108807
- '91 al cinema, Einaudi, 1991
- '92 al cinema, B.C. Dalai Editore, 1992
- '93 al cinema, B.C. Dalai Editore, 1993
- '94 al cinema, B.C. Dalai Editore, 1994
- '95 al cinema, B.C. Dalai Editore, 1995
- '96 al cinema, B.C. Dalai Editore, 1996
- '97 al cinema, B.C. Dalai Editore, 1997
- '98 al cinema, B.C. Dalai Editore, 1998